# Mai Tokiha
Mai Tokiha (鴇羽 舞衣 Tokiha Mai?) es un personaje de la serie de manga y anime Mai-HiME y Mai-Otome. La seiyū que da la voz al personaje es Mai Nakahara.
Las características de Mai Tokiha se asocian con sus habilidades especiales, asociadas con el fuego, y en ambas series porta cuatro anillos dorados de gran tamaño con unas magatama como armas. Su símbolo es el mitsu tomoe. En ambas series, es amiga íntima de Mikoto, protectora de su hermano Takumi Tokiha, y amiga de Natsuki Kuga, a pesar de sus diferencias. 

## Aspecto
Físicamente, es una chica joven, pelirroja, con un prominente busto y posee una personalidad extrovertida y vigorosa. 

## Historia

### Nombre
El nombre de Mai es el que da el título de la serie de Mai-HiME, que es un juego de palabras del japonés que puede ser interpretado como “Princesa Mai” o “Princesa Danzante”, entre otros.
El nombre de Kagutsuchi tiene origen en Kagu-tsuchi, el dios japonés del fuego y la referencia de la espada en su cabeza tiene que ver con la decapitación de Kagu-tsuchi.

### En Mai-HiME
En Mai-HiME (con ligeras diferencias entre el manga y el anime), es el personaje principal de la serie, en donde es una estudiante recién transferida del colegio Fuuka Gakuen junto con su hermano. Desde el primer episodio, en su viaje al nuevo colegio en un ferry, conoce a Yuichi Tate, a quien desprecia desde el primer instante; encuentra a Mikoto inconsciente en el río; posteriormente conoce a Natsuki, quien aparece como una agresora e intenta atacar a Mikoto, usando unos poderes mágicos; en ese momento Mai descubre que también tiene dichos poderes.
Es así que ellas tres unen sus fuerzas para luchar contra los monstruos Orphan y Mai revela su Child, Kagutsuchi. El elemento de Mai le permite usar técnicas de fuego, la capacidad de volar por el aire y de crear barreras. Kagutsuchi, es un ser parecido a un dragón, que expulsa bolas de fuego y es capaz de volar a gran velocidad; tiene una espada clavada en la cabeza, que limita su poder máximo.

### En Mai-Otome
En Mai-Otome, ella es una Otome y princesa de Zipang (Takumi, su hermano es el líder del país), no obstante tiene un protagonismo breve en la serie, ya que aparece en el capítulo 23 del anime, y previamente aparecía como una silueta o como cameo; además, tuvo un pasado bastante oscuro cuando se entrenó como Otome en la Academia Garderobe; esto le hizo ganar el apodo de “Meister de la Tragedia”. Mai vive en el Valle Oscuro y sirve a Mikoto, la diosa gato.
De igual modo, en Mai-Otome se basó el elemento de los anillos y es capaz de proyectar un anillo de mayor tamaño que le surge del cinturón y que acelera para lanzar un ataque aéreo de fuego. El GEM de Mai es el Enju no Kōgyoku, el cual se tragó Mikoto y por eso se convirtió en la protegida de Mai.
- Datos: Q6735183